# جزیره سنگو
یکی از جزیره‌های دریاچه ارومیه است.
این جزیره در فاصلهٔ کمی در جنوب جزیره بردین قرار گرفته‌است.